# Gilles Sandier
Gilles Sandier, de son vrai nom Georges Sallet, né le 28 novembre 1923 et mort le 29 janvier 1982, est un écrivain, metteur en scène, critique de théâtre et animateur de radio français.

## Carrière
Né en 1923, agrégé de lettres, il sera professeur de lettres classiques jusqu'à la fin de sa vie. Il commence sa carrière au lycée d'Alger. C'est à cette époque qu'il commence ses activités théâtrales. Il sera plus tard professeur au lycée Buffon et au lycée Carnot à Paris. Il prend le nom de plume de Gilles Sandier en 1960 pour publier l'An n'aura plus d'hiver, en référence à Gilles de Rais et à George Sand (il est originaire du Berry).
Ami de Jack Lang, il sera avec lui l'un des animateurs du festival de Nancy dans les années 1970. Il fait de brèves apparitions dans deux films de Robert Bresson. 
Il a été très actif à partir des années 1960 sur les ondes de France Inter, dans l'émission Le Masque et la Plume. Il meurt d'une crise cardiaque en janvier 1982.